# Neocladura
Neocladura es un género de dípteros nematóceros perteneciente a la familia Limoniidae. Se distribuye por USA & Canadá

## Especies
- Contiene las siguientes especies:
- N. americana (Alexander, 1917)
- N. delicatula (Alexander, 1914)